# Міхеєв Іван Степанович
Міхе́єв Іва́н Степа́нович (19 липня 1876, село Ошторма-Юм'я — 17 вересня 1937, тюрма НКВД СССР, Йошкар-Ола) — удмуртський просвітник, автор та видавець підручників та методичних робіт, драматург. Перекладач Євангелія удмуртською мовою. 
Жертва сталінського терору. 

## Біографія
Народився в селі Ошторма-Юм'я Мамадиського повіту Казанської губернії (нині Кукморський район Татарстану). В 1896 році закінчив Казанську вчительську чужорідну семінарію, рік працював помічником вчителя в Центральній удмуртській школі села Карлиган та був запрошений на роботу вчителем зразкового початкового вотського училища при Казанській семінарії. Працюючи в перекладацьких комісіях Казанського вчительського округу та православним місіонером товариства святителя Гурія, багато зробив для перекладу навчальних та віронавчальних книг на удмуртську мову, сам переклав та видав повне Євангеліє (1904). В 1913 році його звільнили за «причетність до хвилювань учнів в семінарії». З 1917 року працював редактором удмуртського видання при Наркомнаці в місті Казань. У 1924—1929 роках викладав на робітничому факультеті Казанського східно-педагогічного інституту, з 1929 року працював у вишах Середньої Азії в містах Ходжент, Сталінабад, Самарканд. В 1936 році запрошений викладати в Марійський державний педагогічний інститут на кафедру російської мови та методики. 
1937 році викрадений бандою НКВД і убитий в тюрмі за наказом комуністів.

## Творча робота
Автор підручників та посібників, виступав проти механічного навчання в початковій школі, закликав застосовувати наглядно-перекладацький метод, починати навчання рідною мовою, потім поступово переходити на російськомовне навчання. 
У 1906—1917 роках «Сочинения по картинкам» витримали 17 видань та розійшлось по всій Росії і за її межами (Туреччина, Китай, Японія). Широко поширились 4 книги для читання російською мовою для чужородців й стали зразком для складання книг для читання удмуртською, татарською, марійською, киргизькою та іншими мовами народів східної Європи.  
Як публіцист відстоював інтереси удмуртського народу. В роботі «Буддисты ли вотяки?» (1901) критикував священика Миколу Блінова, який поставив під сумнів виправдання судом мултанських удмуртів, закликав читачів до ствердження національної гідності і самопізнання. 
В дусі ідей просвіти написані його п'єси «Эн лушка» («Не кради», 1906), «Визьтэм Онтон» («Дурний Онтон», 1919), «Удморт дышетись» («Учитель-удмурт», 1924). Після дозволу царського уряду на вільне книговидавництво почав в 1904 році видання календаря-щорічника удмуртською мовою «Удморт кылын календарь». В ньому містились корисні для селян відомості і практичні поради про ведення господарства, про те, як вберегтись від хвороб, про гігієну, виховання дітей. Календар припинив існування в 1910 році. До 1917 року Міхеєв створив до 30 праць — художні книги, підручники, навчальні посібники; та більше 30 за часів комуністичної диктатури.

### Твори
- Букварь для вотских детей. Казань, 1907;
- Первая книга для чтения на вотском языке. Казань, 1907;
- Пелляськись: Пьеса. Казань, 1919;
- Удморт доктор: Пьеса. Казань, 1920;
- Удмуртъёслэн революция потон азьын улэмзы: Пьеса. М., 1925.